# MOL Aréna
MOL Aréna – stadion piłkarski w Dunajskiej Stredzie, na Słowacji. Został otwarty 19 listopada 2016 roku. Może pomieścić 12 700 widzów. Swoje spotkania rozgrywają na nim piłkarze klubu DAC 1904 Dunajská Streda. Sponsorem tytularnym obiektu jest przedsiębiorstwo naftowo-gazownicze MOL.
Obiekt został wybudowany w miejscu starego stadionu w Dunajskiej Stredzie, istniejącego od 1953 roku. Rozbiórka poprzedniego obiektu rozpoczęła się we wrześniu 2015 roku, ale ostatni mecz DAC 1904 Dunajská Streda rozegrał na nim 23 kwietnia 2016 roku przeciwko FK Železiarne Podbrezová (1:0). Po dokończeniu rozbiórki (tymczasowo pozostawiono jeszcze trybunę główną, która odtąd pełniła rolę sektora gości; ostatecznie rozebrano ją w 2018 roku) przystąpiono do budowy nowej, typowo piłkarskiej areny. Murawa nowego stadionu została obrócona o 90 stopni względem poprzednika. Do czasu otwarcia nowego stadionu DAC 1904 Dunajská Streda rozgrywał swoje spotkania na obiekcie w Sencu. Po wybudowaniu ok. połowy trybun (trybuny wzdłuż boiska, od strony północno-wschodniej i trybuny za bramką, po stronie południowo-wschodniej oraz łączącego je narożnika) dokonano otwarcia stadionu, a na inaugurację 19 listopada 2016 roku gospodarze pokonali AS Trenčín 2:0. Pojemność nowych trybun wynosiła wówczas 6839 widzów, dodatkowe 500 miejsc dla kibiców gości znajdowało się na starej trybunie głównej. 3 listopada 2017 roku oddano do użytku trybunę główną po stronie południowo-zachodniej, co podniosło pojemność do 9901 miejsc. W połowie 2018 roku oddano do użytku, mieszczący nowy sektor gości, niewielki fragment ostatniej, brakującej trybuny za północno-zachodnią bramką oraz narożnik łączący go z trybuną północno-wschodnią. Następnie rozebrano starą trybunę główną, a w jej miejscu wybudowano pozostałą część ostatniej trybuny, zamykając w ten sposób bryłę stadionu (trybuny otaczają odtąd boisko ze wszystkich stron). Zakończenie budowy miało miejsce 8 stycznia 2019 roku. Łączna pojemność obiektu wynosi 12 700 widzów.
Dunajská Streda jest miastem z przewagą ludności węgierskiej, a klub FC DAC 1904 Dunajská Streda uchodzi za drużynę reprezentującą mniejszość węgierską na Słowacji, co znajduje odzwierciedlenie w sposobie dopingowania zespołu przez miejscowych kibiców (m.in. śpiewanie węgierskich pieśni czy wywieszanie węgierskich flag).